# 남양 홍씨 (당홍계)
남양 홍씨(南陽 洪氏)는 경기도 화성시 남양읍을 본관으로 하는 한국의 성씨이다.

## 역사
시조 홍천하(洪天河)가 당나라 8학사의 일원으로 영류왕 때 고구려에 들어와 유학을 가르치다가 연개소문의 난이 일어나자 신라로 피신하였고, 선덕여왕 재위시 유학 발전에 공을 세워 당성백(唐城伯)에 봉해졌으며, 신무왕 때는 태자태사(太子太師)로 추대되었다고 한다. 그러나 선계를 고증할 수 없어 고려 개국공신으로 삼중대광태사(三重大匡太師)를 지낸 홍은열(洪殷悅)을 1세조로 하여 세계(世系)를 이어오고 있다.
당홍은 조선시대에 문과 급제자 293명, 상신(相臣) 8명, 문형 2명, 청백리 3명, 왕비 1명, 부마 4명을 배출하였다. 

## 분파
3세 홍란(洪蘭)이 재신공파(宰臣公派)로 나뉘고, 4세 홍복(洪復)이 예사공파(禮史公派)로 나뉘며, 6세 홍후(洪厚)는 중랑장파(中郞將派)로 나뉜다. 7세 홍지유(洪至柔)의 후손들은 13세손에서 13파로 갈리며, 모두 16파로 나뉜다. 
- 13세 홍주(洪澍) → 남양군파(南陽君派)
- 13세 홍언박(洪彦博) → 문정공파(文正公派)
- 13세 홍언수(洪彦修) → 판중추공파(判中樞公派)
- 13세 홍운수(洪云遂) → 익산군파(益山君派)
- 6세 홍후(洪厚) → 중랑장파(中郞將派)
- 4세 홍복(洪復) → 예사공파(禮史公派)
- 3세 홍란(洪蘭) → 재신공파(宰臣公派)

홍주(洪澍)를 파조로 하는 남양군파와 홍언박을 파조로 하는 문정공파가 인구의 70%를 차지한다. 홍주(洪澍)의 증손인 홍일동(洪逸童)이 1442년(세종 24) 문과에 급제하여 호조참판을 역임하였으며, 1454년 최초의 남양홍씨세보(南陽洪氏世譜)를 편찬하였다.

## 본관
남양(南陽)은 경기도 화성시(華城市) 남양읍 일대의 지명이다. 본래 고구려의 당성현(唐城縣)이다. 신라가 757년(경덕왕 16)에 당은군(唐恩郡)으로 고쳤고, 822년(헌덕왕 14)에 수성군(水城郡)에 병합되었으나 829년(흥덕왕 4)에 당성진을 설치하면서 분리되었다. 940년(고려 태조 23)에 당성군으로 복원되어 1018년(현종 9)에 수주(水州)의 관할이 되었고, 후에 인주(仁州)의 영현이 되었다. 1172년(명종 2) 독립하여 감무를 두었다. 1290년(충렬왕 16)에 홍다구(洪茶丘)가 원나라의 정동행성 우승(征東行省右丞)이 되었으므로 지익주사(知益州事)로 승격되었다가 강녕도호부(江寧都護府)로 승격되었고, 이어 익주목(益州牧)으로 승격되었으나, 1310년(충선왕 2)에 남양부로 강등되었다. 1413년(조선 태종 13)에 남양도호부가 되었다. 《세종실록지리지》에 경기도 남양도호부의 토성(土姓)으로 홍(洪)·송(宋)·방(房)·박(朴)·최(崔)·서(徐) 6성이 기록되어 있다.
1896년에 경기도 남양군이 되었다. 1914년 수원군에 병합되었다가 1949년 수원시가 분리되면서 화성군으로 개칭되었다. 2001년 화성시로 승격되었고, 시청 소재지는 남양읍이다.

## 항렬자
- 대동항렬(중시조로 1세)

| 27세   | 28세     | 29세   | 30세     | 31세   | 32세   | 33세   | 34세              | 35세          | 36세              | 37세          | 38세              | 39세          | 40세              | 41세          | 42세              | 43세          | 44세              | 45세          | 46세              | 47세          | 48세              | 49세          | 50세              | 51세          | 52세              | 53세          | 54세              | 55세          | 56세              | 57세          | 58세              | 59세          |
| ------ | -------- | ------ | -------- | ------ | ------ | ------ | ----------------- | ------------- | ----------------- | ------------- | ----------------- | ------------- | ----------------- | ------------- | ----------------- | ------------- | ----------------- | ------------- | ----------------- | ------------- | ----------------- | ------------- | ----------------- | ------------- | ----------------- | ------------- | ----------------- | ------------- | ----------------- | ------------- | ----------------- | ------------- |
| 계(啓) | 口영(泳) | 병(秉) | 口섭(燮) | 재(在) | 종(鍾) | 순(淳) | 口표(杓) 口식(植) | 성(性) 지(志) | 口기(基) 口의(義) | 석(錫) 진(鎭) | 口택(澤) 口락(洛) | 근(根) 주(柱) | 口환(煥) 口희(熙) | 시(時) 중(重) | 口용(鎔) 口수(銖) | 연(演) 홍(洪) | 口영(榮) 口동(東) | 사(思) 연(然) | 口균(均) 口철(喆) | 경(庚) 상(商) | 口태(泰) 口구(求) | 정(禎) 낙(樂) | 口형(炯) 口욱(煜) | 요(堯) 혁(赫) | 口호(鎬) 口연(鍊) | 수(洙) 용(溶) | 口모(模) 口환(桓) | 찬(燦) 훤(煊) | 口증(增) 口배(培) | 옥(屋) 선(銑) | 口윤(潤) 口준(準) | 연(楝) 백(栢) |

## 왕실과의 인척 관계

### 고려
- 충선왕비 순화원비
- 충숙왕비 공원왕후
- 충혜왕비 화비 홍씨

### 조선
- 무림군(정종의 15남)의 처 양덕군부인 홍씨
- 문종 후궁 숙빈 홍씨
- 명숙공주(덕종의 장녀)의 남편 당양위 홍상
- 성종 후궁 숙의 홍씨
- 중종의 후궁 희빈 홍씨
- 중종의 후궁 숙의 홍씨
- 선조의 후궁 정빈 홍씨
- 헌종의 계비 효정왕후
- 평원대군(세종의 9남)의 처 강녕부부인 홍씨
- 숙신옹주(태조의 5녀)의 남편 당성군 홍해
- 혜정옹주(중종의 3녀)의 남편 당성위 홍여
- 정숙옹주(선조의 3녀)의 사위 홍명하
- 정인옹주(선조의 4녀)의 남편 당원위 홍우경
- 정평군의 처 군부인 홍씨
- 숙안공주(효종의 차녀)의 남편 익평위 홍득기
- 청근옹주(장조의 3녀)의 남편 당은위 홍익돈
- 은신군(장조의 4남)처 남양군부인 홍씨

## 인구
- 1985년 92,124가구 382,090명
- 2000년 117,638가구 379,708명
- 2015년 379,708명

## 집성촌
- 강원특별자치도 강릉시, 삼척시, 원주시, 춘천시
- 경기도 화성시, 양주시, 이천시, 안성시, 평택시, 동두천시, 의정부시
- 세종특별자치시 연서면 신대리
- 충청남도 논산시, 천안시
- 충청북도 옥천군, 보은군, 청주시
- 전북특별자치도 완주군, 고창군, 부안군, 익산시
- 전라남도 곡성군, 무안군, 함평군
- 경상북도 안동시, 영주시, 군위군, 의성군, 청도군, 성주군, 구미시, 문경시, 봉화군, 고령군
- 경상남도 의령군, 남해군, 산청군, 진주시
- 제주특별자치도 제주시, 서귀포시
- 평안북도 영변군, 박천군, 정주군

## 같이 보기
- 남양 홍씨 토홍계
- 풍산 홍씨
- 홍주 홍씨
- 회인 홍씨
- 의성 홍씨